# Women (band)
Women is een artrockband uit de Canadese stad Calgary. De muziek van de band is een mengeling van noiserock, psychedelische rock en vaak wordt er in recensies verwezen naar The Beach Boys, wat vooral gelegen is in de zangstijl van Flegel.
Hun debuutalbum Women werd gepubliceerd op Flemish Eye, het label van Chad VanGaalen, die het album ook opnam. In Amerika tekende de band een contract bij Jagjaguwar, waardoor de aandacht voor de band in een stroomversnelling kwam. Het album kreeg brede media-aandacht wat leidde tot een twee jaar durende tour in de VS, Europa en Australië. Hoogtepunten in die tournee waren optredens op het Primavera Sound-festival, South by Southwest, Incubate en All Tomorrow's Parties.
In 2010 verschijnt hun tweede album, Public Strain, waarop de muzikale koers van het debuut verder uitgewerkt wordt.
Een aantal leden van de band speelt ook in de live-band van Chad VanGaalen.

## Discografie
- Women (Flemish Eye / Jagjaguwar, 2008)
- Public Strain (Flemish Eye / Jagjaguwar, 2010)

## Bandleden
- Patrick Flegel (gitaar, zang)
- Matthew Flegel (basgitaar, percussie, zang)
- Michael Wallace (drums)
- † Christopher Reimer (gitaar, samples, zang)